# Кандован
Кандован (Кандаван, перс. کندوان‎ — «Улей»; азерб. Kənduvan) — деревня на северо-западе Ирана, в дехестане Сехенд в бахше Маркази (Центральный) в шахрестане Оску в провинции Восточный Азербайджан. Расположена в вулканическом массиве Сехенд у подошвы горы Саханд, между Тебризом и городом Оску. Туристическая достопримечательность. Деревня известна своими жилищами, улицами и лестницами, вырубленными в магматической горной породе. Многие из домов находятся как внутри горы, так и выступают за её пределы. Самые старые строения относятся к XIV веку. Основано поселение людьми, бежавшими от нашествия монголов. Возраст некоторых из этих пещерных жилищ насчитывает более 700 лет, при этом они до сих пор населены. Благодаря составу породы, в домах сохраняется комфортный климат круглый год. Деревня зарегистрирована в Обществе национального наследия Ирана

## История, описание
Первые древние жители переселились сюда в VII веке н. э. из деревни под названием Хиллевере, которая находилась в 2 км к западу от Кандована. Вулканический массив и место возле горы Саханд, является красивым ландшафтом и одной из лучших климатических зон Ирана.
Грубые вулканические курганы формировались на протяжении тысяч лет под воздействием ветра, снега, дождя и других климатических факторов. Эти природные образования как нельзя лучше подходят для строительства жилья в климате с холодной зимой и жарким летом. Ширина стен варьируется от 2 до 3 м, а хорошая изоляция является основным фактором энергосбережения. Внутри конструкций очень низкий перепад температур, так как зимой температура в помещении выше, чем воздух снаружи, а летом наоборот.
Жители деревни строили в скалах жилища с небольшими комнатами высотой в 2 метра. Некоторые дома имеют два-три этажа. На верхние этажи конических домов люди забираются по лестницам, вырезанным в камне. Первый этаж используется, как правило, в качестве хранилища, а верхние — для проживания; иногда четвёртый этаж также служит складом. Из-за толщины стен вырезать окно на первом этаже затруднительно, поэтому в нижних этажах окон практически нет: только на верхних уровнях. Жилые помещения в скалистых домах конической формы довольно компактны, плотность заселения высокая. Стабильность породы даёт возможность расширять пространство, соединяя его снаружи или внутри коническими каменными комнатами. В больших кониках, где пространство менее ограничено, вход может быть последовательным, в то время в небольших архитектурных образованиях основное пространство жилища может быть разделено одной короткой стеной. Высота дверей в помещениях от 1,5 до 1,6 метров из-за твёрдости породы. Наружные окна в комнатах сужены к внутренней поверхности стен, чтобы предотвратить попадание прямого дождя и проникновение снега. Благодаря своей специфической архитектуре деревня зарегистрирована в Обществе национального наследия Ирана.
Скалы похожи на ячеистый улей. Местные жители называют их «караан» (англ. Karan, в переводе с турецкого «улей», Karaan). Как правило, большинство из них имеют два, три и даже четыре этажа, которые не связаны друг с другом изнутри. Поскольку деревня расположена на склонах гор, там прекрасный климат, вокруг много лугов и деревьев. Плодородные равнины региона дают кочевникам возможность разводить медоносных пчел и выращивать лекарственные травы, которые являются источником дохода для местных жителей. Люди в деревне в основном занимаются фермерством. Жители продают мёд, фрукты: абрикосы и вишню, а также коврики джаджим и другие сувениры.
Среди известных деревень, где дома располагались в скалах (Каппадокия, Турция, и Южная Дакота, США) — это единственная деревня в мире, в которой в домах, сохранившихся с доисторических времён, живут люди. По сведениям 2019 года в ней проживают 117 семей. В селе есть мечеть, общественная баня, школа, мельница, сувенирные лавки, кафе и рестораны. В скалах расположен и отель, комнаты которых также находятся в скалах, десять из сорока номеров имеют ванные комнаты и джакузи.
Дома в деревне можно арендовать или купить. Кандован с давних пор пользуется известностью, его часто посещают туристы и путешественники. Кроме того, в Кандоване имеются хорошо известные минеральные источники, которые в основном используются при лечении заболеваний почек. В деревне проживает около 1000 человек.
- 700-летний дом в Кандоване